# Вампилова, Варвара Владимировна
Варвара Владимировна Вампилова (1888(?) — 29 ноября (12 декабря) 1914) — одна из первых бурятских акушерок-фельдшериц, основательница первого фельдшерского пункта в Аге, погибла в 26 лет при борьбе с эпидемией сыпного тифа в Урге.

## Биография
Варвара Владимировна (Долгор Вандановна) Вампилова родилась в 1888 г. на территории Аларского аймака в многодетной семье буддистов. Отец Вандан (Владимир) Вампилов и мать Долгор имели девять сыновей и двух дочерей. Дедушка Долгор по отцовской линии бы ламой и  исполнял обязанности ширетуя Аларского дацана. Долгор была старшей дочерью, при крещении получила новое имя Варвара.
Варя воспитывалась дома, рано приобщилась к укладу большого семейства. С детства проявляла интерес к традициям и обычаям бурятского народа. Юная Варвара легко приобщилась к народному песенному творчеству. Обладая хорошим голосом, она становится не только собирательницей, знатоком, но и исполнительницей народных песен, что очень пригодилось ей в будущем.
В дальнейшем она упорно изучает русский язык. Ее старшие братья Роман и Баяртон были образованными, прогрессивно мыслящими представителями местной бурятской интеллигенции. Они помогли своей сестре, стремящейся к знанию и самостоятельности, сделать выбор и подготовиться к поступлению в Иркутскую центральную акушерско-фельдшерскую школу. «Инородческой дочери — девице l-го Хонгодоровского рода Аларского ведомства», как об этом значилось в документах Варвары Вампиловой, чтобы поступить в это учебное заведение, пришлось проявить неимоверные усилия и настойчивость. К тому же необходимо было добиться от «Распорядительного комитета общества по оказанию пособий учащимся в Восточной Сибири» выделения средств для оплаты за учение.
Учеба давалась ей нелегко. Она вынуждена была дважды прерывать учебу в школе на длительный срок, с тем, чтобы помочь своему брату Роману в воспитании детей в связи с кончиной его жены. Благодаря своему упорству В. В. Вампилова в 1908 году получает желанный документ: «Свидетельство об окончании полного четырехлетнего курса в Центральной школе фельдшера в г. Иркутске, присвоении звания Акушерки-фельдшерицы со всеми правами и обязанностями, предоставленными фельдшерам».
С первых шагов своей профессиональной деятельности она ведет пристальные наблюдения за жизнью и бытом агинцев, выявляет лечебные ресурсы и традиции степного края. В первую очередь она обращает внимание на все, что имело отношение к лечебной практике. С одной стороны, это все то рациональное и полезное из практики народной медицины, включая обычаи лечебно-профилактического характера, имеющих этнографический характер и практикуемые степными лекарями-умельцами.
С другой, традиции тибетского врачевания с богатейшим арсеналом лекарственных средств природного происхождения, имеющие широкое распространение и популярность в Аге.
Выросшая в семье буддистов Алари, Вампилова, как практикующий медик, интересовалась деятельностью ученых эмчи-лам, которых было немало при Агинском, Цугольском дацанах, славящихся по всему Забайкалью своей ученостью, знаменитыми религиозно-философскими (цаннид, чойра) и медицинскими (мамба) школами, изданием рецептурных справочников и прописей. Варвара легко вступала в контакт с ведущими авторитетами агинского общества. Вместе с тем, в работе и общении с людьми ей приходилось проявлять немало терпения, настойчивости, такта, чтобы степные жители уверовали в силу официальной медицины и обращались за медицинской помощью в лечебное учреждение. Благодаря её инициативе и предприимчивости был создан первый в Аге фельдшерский пункт. Ею была установлена деловая связь с врачебным отделением Забайкальского областного правления, вследствие чего начали решаться вопросы лекарственного обеспечения и проведения среди степняков санитарно-профилактических мероприятий. Молодую акушерку стали признавать чиновники областного ведомства из Читы, о её лечебной работе заговорили местные газеты и журналы. Именно здесь, среди агинских бурят, Варвара Владимировна состоялась как дипломированный врачеватель, первая акушерка агинской степи, первая заведующая медицинского учреждения в Аге. «В знак признания её заслуг Агинское и Цугольское инородческое общество на соединенном цуглане решили в течение трех лет обеспечивать её стипендией по 420 рублей в год с тем, чтобы она усовершенствовала свои познания в европейской медицине».
После трех лет лечебной практики в нелегких условиях кочевого быта В. В. Вампилова едет в Санкт-Петербург. Она поступает для продолжения своего медицинского образования на высшие курсы Лесгафта, одновременно посещает курсы клинического повивально-гинекологического института (проф. Отто), где слушает лекции по акушерству. Поистине счастливыми и насыщенными были для нее три года в городе на берегах Невы. Здесь навещал её Цыбен Жамцарано. В этом городе жил и учился в университете один из её братьев Баярто Вампилов со своей супругой Дорой Родионовной. Наконец, она имела возможность общаться со многими видными представителями бурятской элиты, прибывающими по делам в столицу России.
Благодаря близким связям и авторитету, которыми пользовались в научных кругах Жамцарано, его близкий друг и земляк Базар Барадийн, Варвара Владимировна легко входит в круг ученых-востоковедов столицы. Под их влиянием она уже сама тяготеет к науке, много времени уделяет изучению педагогики, строит на будущее планы педагогической деятельности. Обладая солидным багажом знаний об этнографических реалиях аларских и агинских бурят, имея за своими плечами немалый опыт наблюдения за практикой бурятской народной медицины, а вместе с тем и некоторыми особенностями тибетского врачевания, В.Вампилова оказалась очень востребованной в кругу столичных ученых-монголоведов. Она передает собранный ею в Аге ценнейший материал в комиссию при обществе изучения Сибири, одновременно читает рефераты в этнографической секции этой комиссии. Кроме того, стало известно, что прибывшая из Забайкалья бурятка Вампилова «обладает прекрасным голосом и прекрасным слухом, любит петь и хорошо запоминает мелодии». Так, А. Д. Рудневу, изучавшему музыкальную этнографию и работавшему по этой теме в Императорском Русском Географическом обществе, весной 1913 года при содействии известного специалиста приват-доцента В. Л. Щербы удалось «записать с её голоса 36 бурятских мелодий (песен), многократно проверенных фортепианным исполнением и запечатленных в её же исполнении на фонографе кабинета экспериментальной фонетики университета». Можно с большой долей уверенности предположить, что встречи Цыбена Жамцарано и Варвары Владимировны на берегах Невы окончательно сблизили их. Коллега и наставник Ц.Жамцарано по Петербургскому университету Руднев, хорошо принявший и опекавший Варвару Вампилову в период её учебы в столице, немного позднее дает ей следующую оценку: «Это был человек необычайно интеллигентный, прекрасный товарищ, всей душой предававшийся интересам своей родины и своего народа, болевший душой за его нужды». В 1913 году Варвара Вампилова вернулась в Агу. Известно, что Жамцарано после вынужденного отъезда из Петербурга с конца 1911 года работает по приглашению правительства Монголии в Урге. Время от времени он, несмотря на занятость, посещает родную Агу. На одной из своих встреч в Аге Цыбен Жамцарано и прибывшая из столицы Варвара Вампилова принимают решение жить вместе, в обычном семейном режиме. Решетов по этому случаю замечает: «Безусловно, помимо сильного чувства взаимной любви молодых людей связывали и общие интересы служения народу». Варвара Владимировна недолго прожила на родине своего мужа, занимаясь лечебными делами. В конце 1914 года в Урге вспыхнула эпидемия сыпного тифа. Варвара Владимировна без раздумий отправилась туда. Оказавшись в Монголии, она бросила все свои силы и знания на борьбу со страшным недугом. Заразившись тифом, Варвара лечилась в больнице, но не выжила. 29 ноября (12 декабря) 1914 года она умерла в возрасте 26 лет.
В некрологе отмечалось: «Бурятка по рождению, В. В. Вампилова одна из первых женщин этого народа выбилась на путь европейского образования и, успев достигнуть значительных результатов, несла приобретенные ею знания на пользу своего народа, работая в качестве акушерки, причем работать и жить ей приходилось зачастую в неимоверно тяжелых условиях. О себе она никогда не думала и, несмотря ни на какие жизненные невзгоды, всегда была бодрой и жизнерадостной. Своим умом и удивительно теплым, отзывчивым характером Варвара Владимировна привлекала всех, приходивших с нею в соприкосновение».
Заместитель руководителя Администрации Агинского Бурятского округа Владимир Шойжилжапов на встрече земляков рассказал трогательную историю о золотом кольце с бриллиантом и медицинским символом. По свидетельству Анны Даниловны Абашеевой, внучатой племянницы В. В. Вампиловой, оно было подарено Цыбеном Жамцарано своей невесте во время их бракосочетания. В один из критических дней тяжелобольная, к тому же беременная, Варвара Владимировна вызвала к себе родную сестру Анну Владимировну, жившую тогда с семьей в Урге, и передала ей кольцо со словами: «Возьми и береги это колечко. Когда же твоя дочь станет врачом, подари ей нашу семейную реликвию». Анна Даниловна, известный в Бурятии хирург, достойно несла фамильную эстафету, драгоценное завещание. Варвара Владимировна вместе В. Егоровой, А. Чайвановой, Манзановой и другими была в первом ряду легендарной плеяды медицинских работников.